# Budapest–Pécs-vasútvonal
Budapest–Pécs-vasútvonal a MÁV 40-es számú 25 kV 50 Hz-cel villamosított magyarországi vasúti fővonala. A vasúti pálya Budapest-Kelenföld és Pusztaszabolcs között kétvágányú, Pusztaszabolcs és Pécs között egyvágányú.
A vasútvonal elsődlegesen a fővárost és Baranya vármegye székhelyét, Pécset köti össze, de Pusztaszabolcsig jelentős az elővárosi hivatásforgalom.

## Története

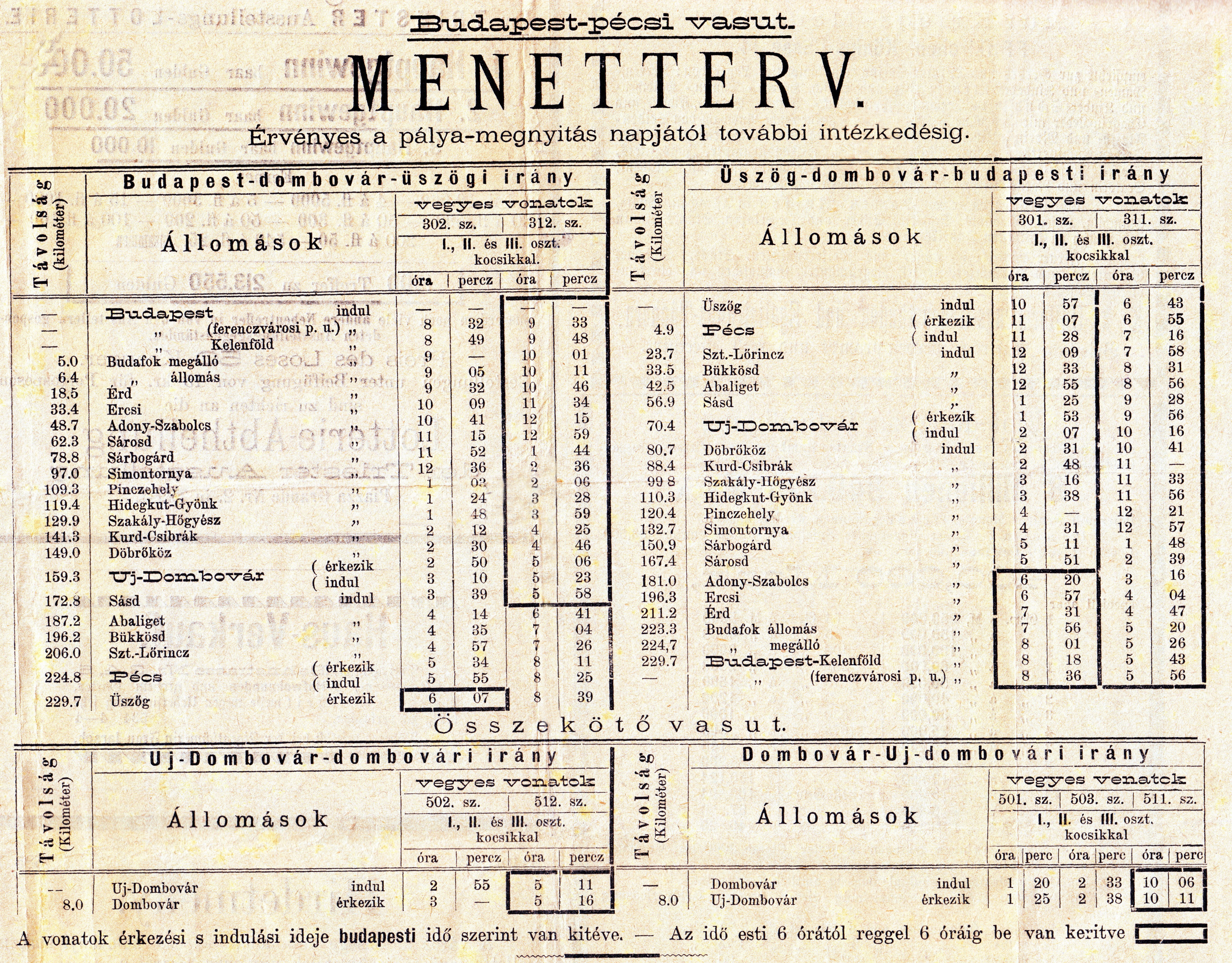
A vonal első menetrendje (1882)

A Dunántúl délkeleti régióit érintő vasútvonal első szakaszát 1882-ben adta át a Budapest-Pécsi Vasút Budapest és Dombóvár között. 1883-ban Szentlőrincig építették tovább a vasútvonalat, ahol összekötötték a kész Üszög (ma Pécsbánya-Rendező)–Barcs (Gyékényes–Pécs-vasútvonal) vasútvonallal. 1889. január 1-jén államosították, a MÁV hálózatának részévé vált. 1912 körül a vonalat Pusztaszabolcsig kétvágányúsították. Nagytétény-Diósd; Százhalombatta; Érd felső; Ercsi; Iváncsa, Pusztaszabolcs új felvételi épületeket kapott, ekkor Érdligetnél nyomvonal korrekció történt. Ekkor épült a 2007-ben elbontott érdi beton ívhíd is, ami a 30-as felett vezetett Érd elágazás és Érd Nagyállomás között.
1983-ban Sárbogárdig, 1984-ben Dombóvárig villamosították. 1985-ben már volt felsővezeték Pécs és Godisa között. Az 1980-as évek végén húztak felsővezetéket a Dombóvár–Godisa szakasz fölé, így ezen a két állomáson már nem kellett mozdonyt cserélni.
A vasútvonal Dombóvár–Pécs szakaszán 2018-ban helyezték üzembe a központi forgalomirányító rendszert (KÖFI). Ezt követően a szakasz állomásai közül Vásárosdombó, Sásd, Abaliget, Bükkösd, Bicsérd és Mecsekalja-Cserkút állomásokon forgalmi szolgálattevő már nem teljesít szolgálatot, a biztosítóberendezések kezelése a pécsi központból történik. Godisa és Szentlőrinc állomásokon forgalmi szolgálattevő teljesít szolgálatot.

### Budapest−Pusztaszabolcs átépítése
Az átépítési munkák 2017–2020 között zajlottak.
Pályaépítés
A meglévő vonal felújítása, a tengelyterhelés 225 kN-ra emelése. Tervezési sebesség: 120/160 km/h. Kelenföld – Háros között 100 km/h, Háros – Érd között 120 km/h. Érd – Pusztaszabolcs között a meglévő pálya átépítése korrekciókkal, 160 km/h sebességre. Az állomások vágánykapcsolatainak észszerűsítése. Az állomásokon 750 méter használható hosszúságú vonatfogadó-, indítóvágányok kialakítása. Az állomásokon bizonyos irányok részére nagysugarú, mellékirányban 120 km/h illetve 80 km/h sebességgel járható kitérők beépítése, melyeket váltófűtéssel is ellátnak. A teljes szakaszon UIC 60 rendszerű, - hézagnélküli, rugalmas sínleerősítésű, vasbetonaljas, zúzottkő ágyazatú felépítmény szükséges.
Nyomvonal-korrekció
Százhalombatta és Ercsi  között új nyomvonalat építtettek, ami elkerüli a településeket. 2022-ben helyezték üzembe. A megmaradó régi nyomvonal biztosítja az elővárosi forgalmat, és az ipari területek kiszolgálását. Az új nyomvonal a 40b számot viseli, és a távolsági, valamint a zónázó elővárosi vonatok használják.
Biztosítóberendezés felújítása
A kölcsönös átjárhatóság érdekében a Budapest-Déli pályaudvar–Pusztaszabolcs vonalon ETCS vonatbefolyásoló rendszer telepítése az ETCS2 szint, valamint a GSM-R, és az ETCS2-hez szükséges kiegészítések (RBC központok) tervezése.
Állomások, utasforgalmi terek átépítése
Az utasforgalmi terek és peronok alkalmasak lesznek az esélyegyenlőségi törvényben foglaltak kielégítésére (pl. rámpa, és/vagy lift beépítése), emelt SK+300 mm magas utasperonok építése, különszintű megközelítéssel.

## Pálya, műtárgyak
A Déli pályaudvarról indulva a Gellért-hegy alatt húzódó alagutat érintve jut el Kelenföld vasútállomásig, ahol egy elágazás található: az 1-es (hegyeshalmi) és a 30-as (székesfehérvári) vonalak felé. Hárosig a 30-as vonallal párhuzamosan vezet a pálya. Budafok megállóhely után a Duna partján, majd hosszan a Nagytétényi úttal párhuzamosan halad Budatétényig, ahonnan két balos és egy jobbos ív után jut el Érd felsőig. Az érdi Főnök utcai sorompónál (Érd elágazás, SR2 jelű útátjáró) egy nyíltvonali kiágazású, egyvágányú, Tárnok állomásig vezető vasútvonal, az Érdi összekötő vágány újra összeköti az Érdi elágazást a 30-as vasútvonallal. Az Érdi elágazást elhagyva egy nagy ív után következik az Érd illetve Százhalombatta. Ez a szakasz (Budapest–Százhalombatta) az ingázók fő vonala. Innentől már csak Dunai finomító, Ercsi és Iváncsa megállóhely van hátra, utóbbi nevével ellentétben nem Iváncsa, hanem Beloiannisz területére esik. Ezek után következik Pusztaszabolcs, ahol a vonal elágazik Dunaújváros-Paks és Székesfehérvár felé. A pályát 1983-ban villamosították, Pusztaszabolcsig kétvágányú, tovább már csak egyvágányú. Dombóváron van egy fontosabb vasúti csomópontja.

### Engedélyezett sebesség
| Kezdőpont          | Végpont            | Sebesség (km/h) | Sebesség (km/h) | Táv (km) |
| ------------------ | ------------------ | --------------- | --------------- | -------- |
| Budapest-Déli      | Budapest-Kelenföld | 40/80           | 40/80           | 4        |
| Budapest-Kelenföld | Százhalombatta     | 120             | 120             | 24       |
| Százhalombatta     | Ercsi              | 160             | 100             | 9        |
| Ercsi              | Pusztaszabolcs     | 160             | 120             | 16       |
| Pusztaszabolcs     | Pincehely          | 120             | 120             | 61       |
| Pincehely          | Dombóvár           | 60/80/100       | 60/80/100       | 50       |
| Dombóvár           | Vásárosdombó       | 100             | 100             | 7        |
| Vásárosdombó       | Sásd               | 110             | 110             | 7        |
| Sásd               | Pécs               | 120             | 120             | 50       |

### Hidak
Jelentősebb hidak a vonalon a Sárvízet, a Sió-csatornát és a Kapos folyót keresztező négy darab nagyobb acélhíd. (Rétszilas, Tolnanémedi, Pincehely és Simontornya közelében.)

### Alagutak
Hetvehely és Bükkösd között található a három alagút: Az abaligeti alagút a Szatina-Kishajmás–Abaliget szakaszon, Abaliget állomás előtt, a hetvenes évekbeli nyomvonal-korrekció során a felhagyott, kanyargósabb pályán 1976-ban elbontott két völgyhidat és egy régi alagutat váltotta ki. Ez a leghosszabb: 667 méter (1850+14 - 1856+69) hosszú, teljes egészében 800 m sugarú ívben fekszik és 1973-ban készült el. Hetvehely és Bükkösd között a hosszabb új alagutat 418 méter (1917+92 - 1922+10) 1978-ban, a rövidebb 114 méter (1911+66 - 1912+78) hosszú alagutat 1979-ben adták át a forgalomnak.

## Forgalom
A vonalon ütemes menetrend van érvényben.
Budapest és Érd felső (illetve Százhalombatta) között az ingázók száma rendkívül magas. Százhalombatta és Pusztaszabolcs között elsősorban a Dunaújváros felől/felé haladók utaznak.
Pécs felé napi 8 pár, Kaposvár felé napi 3 pár, ebből Gyékényes felé 1 pár InterCity közlekedik. A helyközi forgalom nem számottevő, az S431-es viszonylatban napi 2 pár, az S432-es, valamint a Dombóvár–Pécs viszonylatban napi 10 pár személyvonat közlekedik.
A Sárbogárd–Rétszilas szakaszon a Baja és Székesfehérvár között közlekedő Gemenc InterRégió vonatok is közlekednek.

### Elővárosi vonatok
A személyvonatok ütemes menetrend szerint indulnak a Déli pályaudvarról a Budapest–Pusztaszabolcs szakaszon, mely vonatok közül szinte mindegyik továbbközlekedik Dunaújváros és Dombóvár felé. Szintén óránként, de csak munkanapokon közlekednek betétvonatok Budapesttől és Százhalombattáig (és vissza) az ingázó utasforgalom nagyságának enyhítése céljából.
| Viszonylat | Végállomások    | Végállomások   | Indult             | Megjegyzés                                      |
| ---------- | --------------- | -------------- | ------------------ | ----------------------------------------------- |
| S40        | Budapest-Déli   | Dombóvár       | 2013. december 15. |                                                 |
| G40        | Dombóvár        | Budapest-Déli  | 2021. december 13. | Csak egy irányban közlekedik                    |
| Z40        | Budapest-Déli   | Dombóvár       | 2022. június 18.   | Csak egy irányban közlekedik                    |
| S42        | Budapest-Déli   | Dunaújváros    | 2014. december 14. |                                                 |
| Z42        | Budapest-Déli   | Dunaújváros    | 2022. június 18.   | Korábban G42 -es viszonylatszámmal közlekedett. |
| G43        | Kőbánya-Kispest | Székesfehérvár | 2013. december 15. |                                                 |
| G44        | Tárnok          | Budapest-Déli  | 2016. április 4.   | Csak egy irányban közlekedik                    |

### Távolsági vonatok

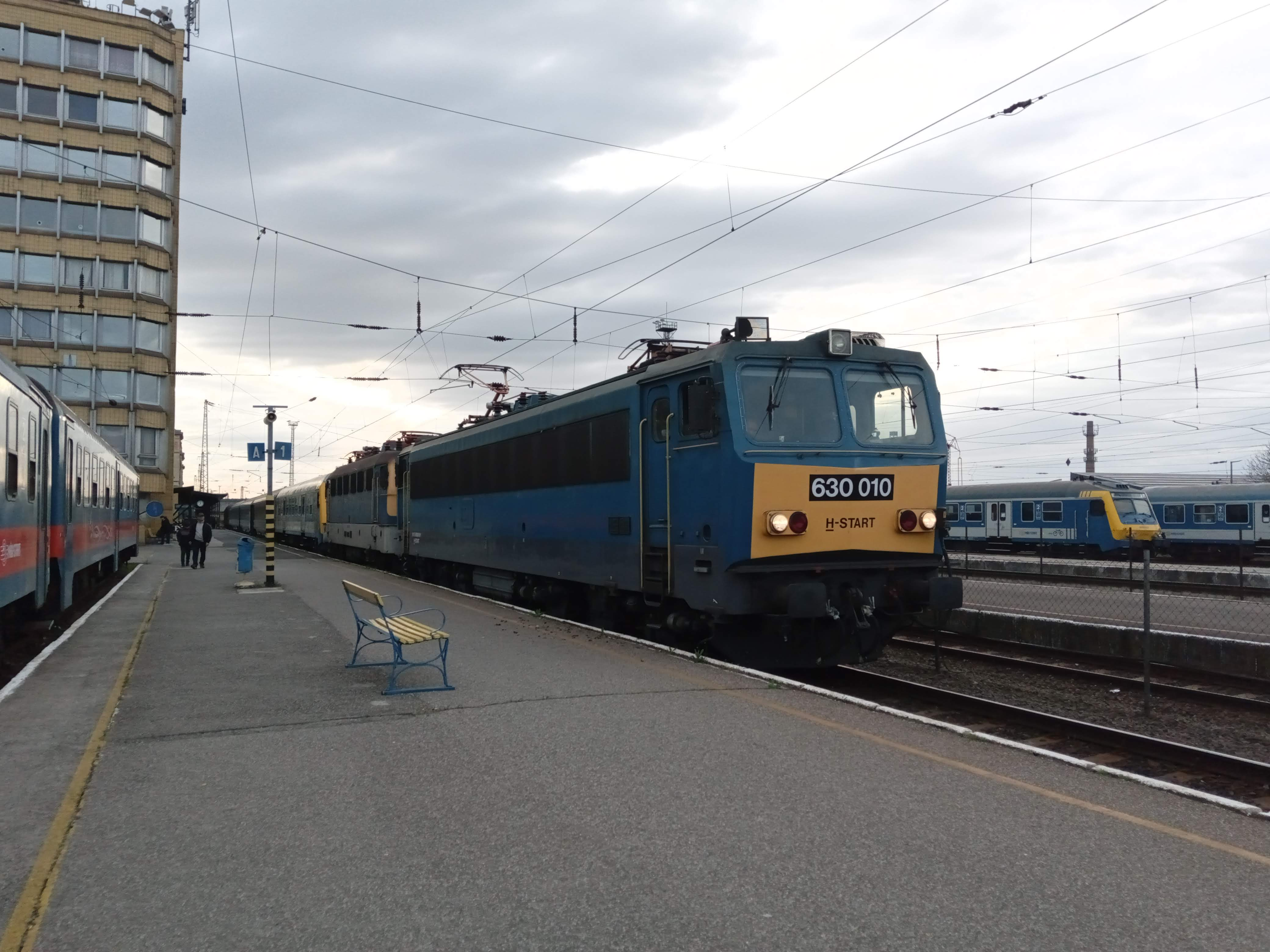
Dráva InterCity indulásra készen Pécsen

Több InterCity vonatot is kiszolgál, melyek elsődleges úticélja Pécs, valamint napi pár járat közlekedik Baja, Kaposvár és Gyékényes felé is. Korábban a Budapest és Pécs között közlekedő gyorsvonatok is ezen a vonalon közlekedtek, de ezek a 2009-2010-es menetrend bevezetésével sebesvonatokká minősültek át, a 2014/2015-ös menetrendváltástól megszűntek és helyettük 2 óránkénti személyvonatot állítottak be Budapest és Dombóvár között.

### Teherforgalom
Teherforgalma a Dunai finomító, valamint a Pusztaszabolcs–Paks-vasútvonal miatt jelentős, elsősorban a Paksi Atomerőmű, a dunaföldvári és a dunaújvárosi ipari létesítmények miatt, amelyek Pusztaszabolcs állomáson csatlakoznak be az országos hálózatba.

### Járművek
A dízelvontatás megjelenéséig a MÁV 424 sorozatú gőzmozdonyai, a dízelvontatás időszakában a MÁV M40-es, MÁV M41-es és a MÁV M61-as típusú mozdonyai jártak erre.
Az elővárosi szakaszon elsősorban a 2007-ben forgalomba állított Stadler FLIRT motorvonatok közlekednek szólóban vagy csatoltan (legfeljebb 3, a napszaktól függően). Korábban a Budapest–Százhalombatta ingavonatokon By és Bhv típusú kocsik közlekedtek MÁV V43-as mozdonnyal. A 2014–2015-ben forgalomba helyezett 42 kék-sárga Stadler FLIRT motorvonatnak köszönhetően a Budapest-Déli pályaudvar honállomású Bhv valamint By kocsikat kivonta a forgalomból a MÁV-START. Ingavonatokból jelenleg 1 pár közlekedik a Budapest Déli pályaudvar–Sárbogárd viszonylatban kizárólag munkanapokon. Az ingavonatokon 4-5 darab Halberstadti kocsi közlekedik MÁV V43-as mozdonnyal. 2022-től Kelenföld és Érd felső között közlekedő G43-as viszonylatú vonatokon emeletes Stadler KISS motorvonat is közlekedik.
Távolsági szegmensben MÁV V43-as és MÁV 480-as sorozatú mozdonyok teljesítenek szolgálatot. A villamosmozdonyok főként a személy és InterCity vonatok élén láthatóak. Korábban az InterCity vonatok élén BVmot motorvonatok is közlekedtek. A tehervonatok élén gyakran ÖBB 1116 „Taurus” mozdonyok jelennek meg. A személyvonatokat Budapest-Dombóvár között 415-ös (Flirt) motorvonatok, Dombóvár-Pécs között 433 sorozatú mozdonnyal ingavonatok közlekednek halberstadti kocsikkal.
Sárbogárd és Rétszilas között InterRégió és személyvonatként Siemens Desiro is közlekedik a vonalon.
Az MÁV Személyszállítási Zrt.-által bérelt SNCF BB 36000 sorozatú „Astride” villanymozdonyok első példányai 2025 tavaszán itt álltak forgalomba.[forrás?]

## Tervezett fejlesztések
A MÁV Zrt. és a MÁV-START Zrt. vezetése egyetért abban, hogy fejleszteni kell ezt a vonalat. Erre lehetőség a 2020 utáni uniós költségvetési tervezési ciklusban várható. 2018-ban vannak olyan szakaszok, ahol legfeljebb óránként 80 km/h sebességgel közlekedhet a vonat. Amennyiben a nagyberuházást elvégzik, 160 km/h ra lesz emelhető a sebesség.

## Viszonylatok
A lista a 2022–2023-as menetrend adatait tartalmazza. A páratlan vonatszámú járatok Budapest felé, a páros vonatszámúak Dombóvár felé közlekednek.
| Vonat                                        | Útvonal                                                                            |
| személyvonatok                               | személyvonatok                                                                     |
| -------------------------------------------- | ---------------------------------------------------------------------------------- |
| S40                                          | Budapest-Déli – Érd felső – Pusztaszabolcs – Dombóvár                              |
| G40                                          | (Dombóvár –) Sárbogárd – Pusztaszabolcs – Érd – Budapest-Déli (csak Budapest felé) |
| Z40                                          | Budapest-Déli – Érd felső – Pusztaszabolcs – Dombóvár (csak Dombóvár felé)         |
| S42                                          | Budapest-Déli – Érd felső – Pusztaszabolcs – Dunaújváros                           |
| Z42                                          | Budapest-Déli – Érd felső – Pusztaszabolcs – Dunaújváros                           |
| G43                                          | Kőbánya-Kispest – Érd felső – Tárnok – Székesfehérvár                              |
| G44                                          | Tárnok – Érd felső – Budapest-Déli (csak Budapest felé)                            |
| távolsági járatok (a vonalon nem állnak meg) |                                                                                    |
| Ex 1833 SUGOVICA                             | Baja – Bátaszék – Szekszárd – Budapest-Déli (csak Budapest felé                    |
| IC 800-818 MECSEK                            | Budapest-Keleti – Sárbogárd – Dombóvár – Szentlőrinc – Pécs                        |
| IC 822/825 KRESZ GÉZA                        | Budapest-Keleti – Pincehely – Dombóvár – Kaposvár                                  |
| IC 823/824 RIPPL-RÓNAI                       | Budapest-Keleti – Pincehely – Dombóvár – Kaposvár                                  |
| IC 826/829 SOMOGY                            | Budapest-Keleti – Pincehely – Dombóvár – Kaposvár – Gyékényes                      |

## Képgaléria

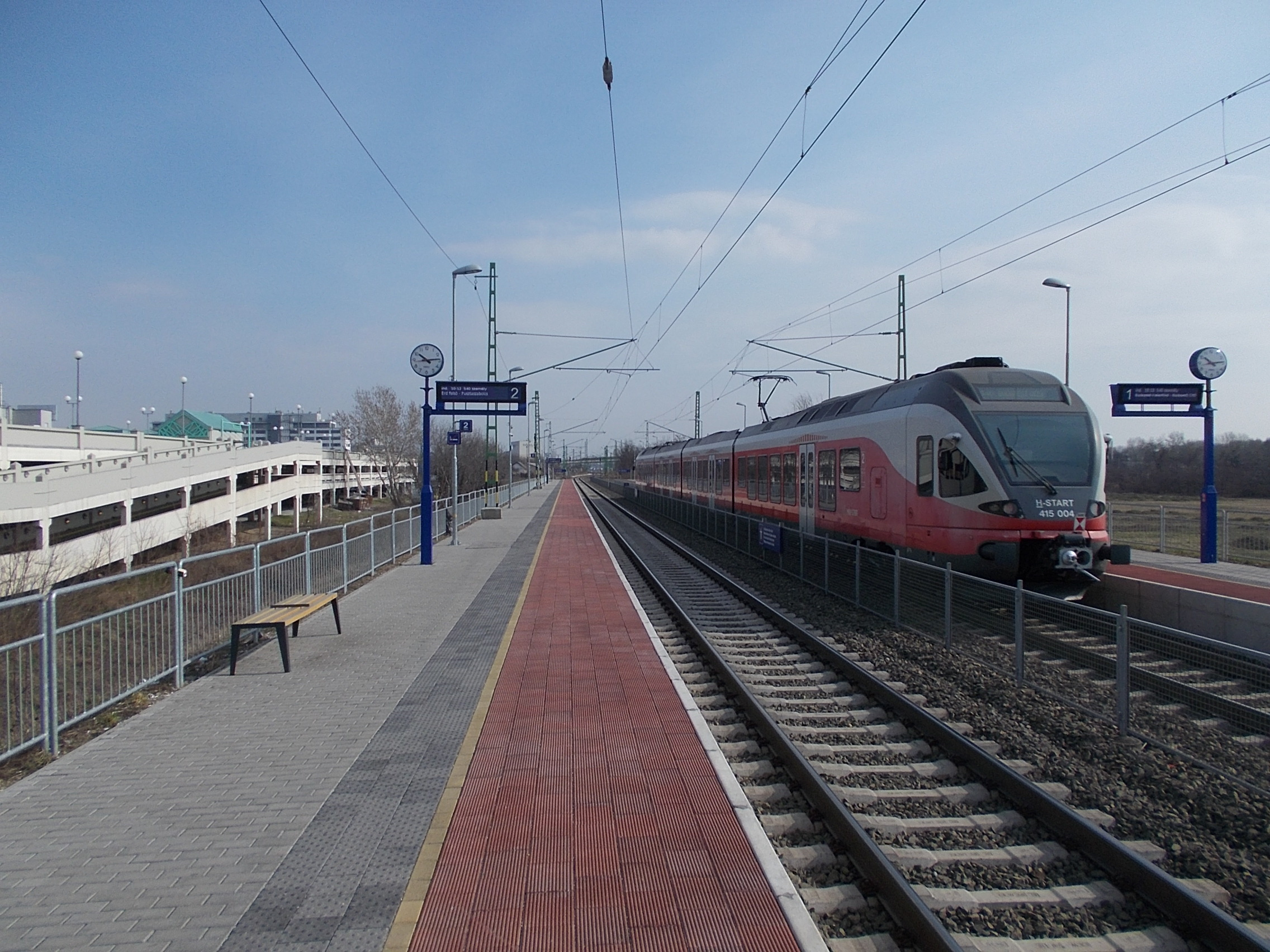
S40-es személyvonat Budatétény megállóhelyen (2021. március)
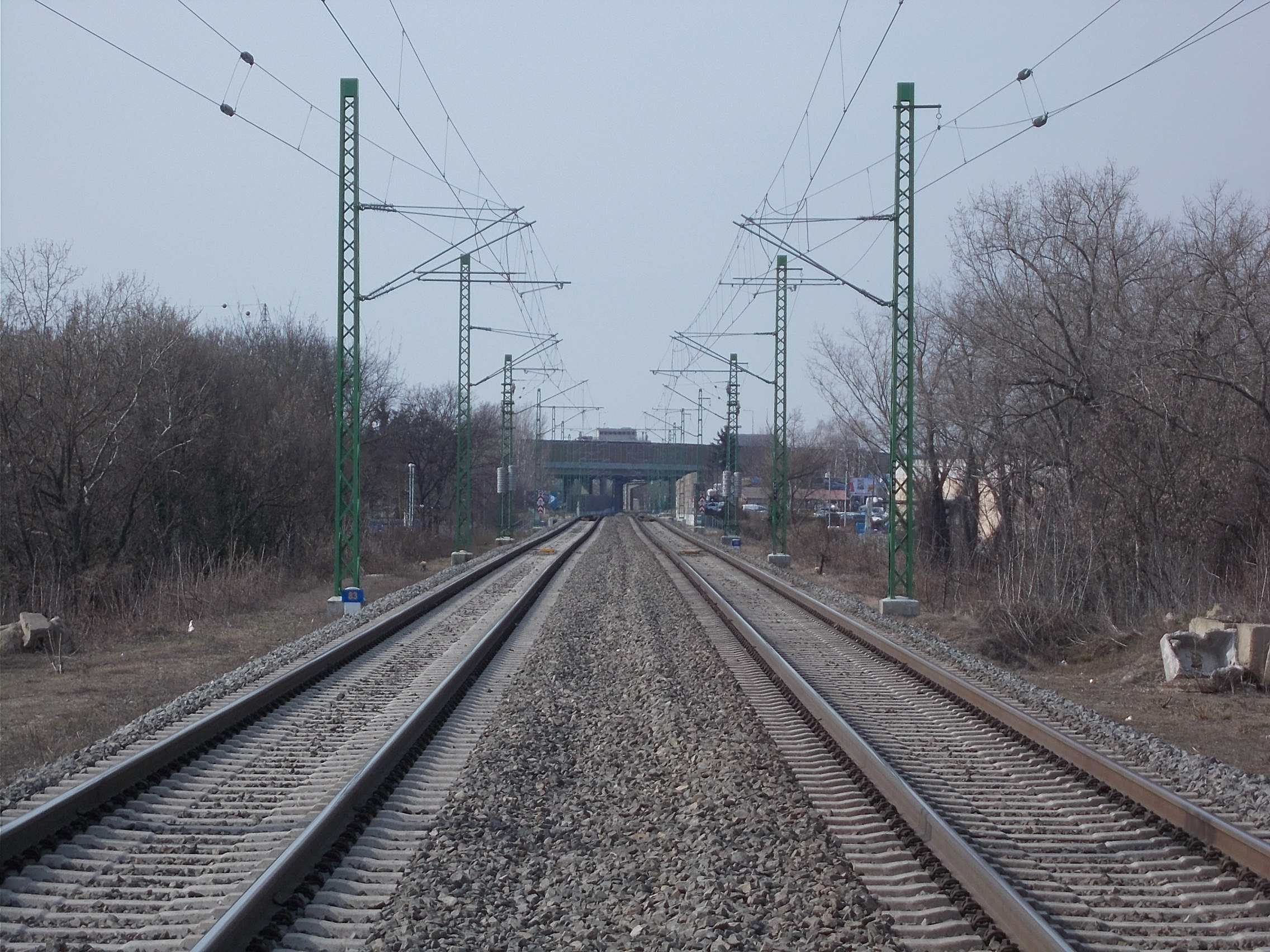
Pályarészlet Budatétény megállóhely gyalogos átjárója felől Nagytétény-Diósd felé nézve (2021. március)
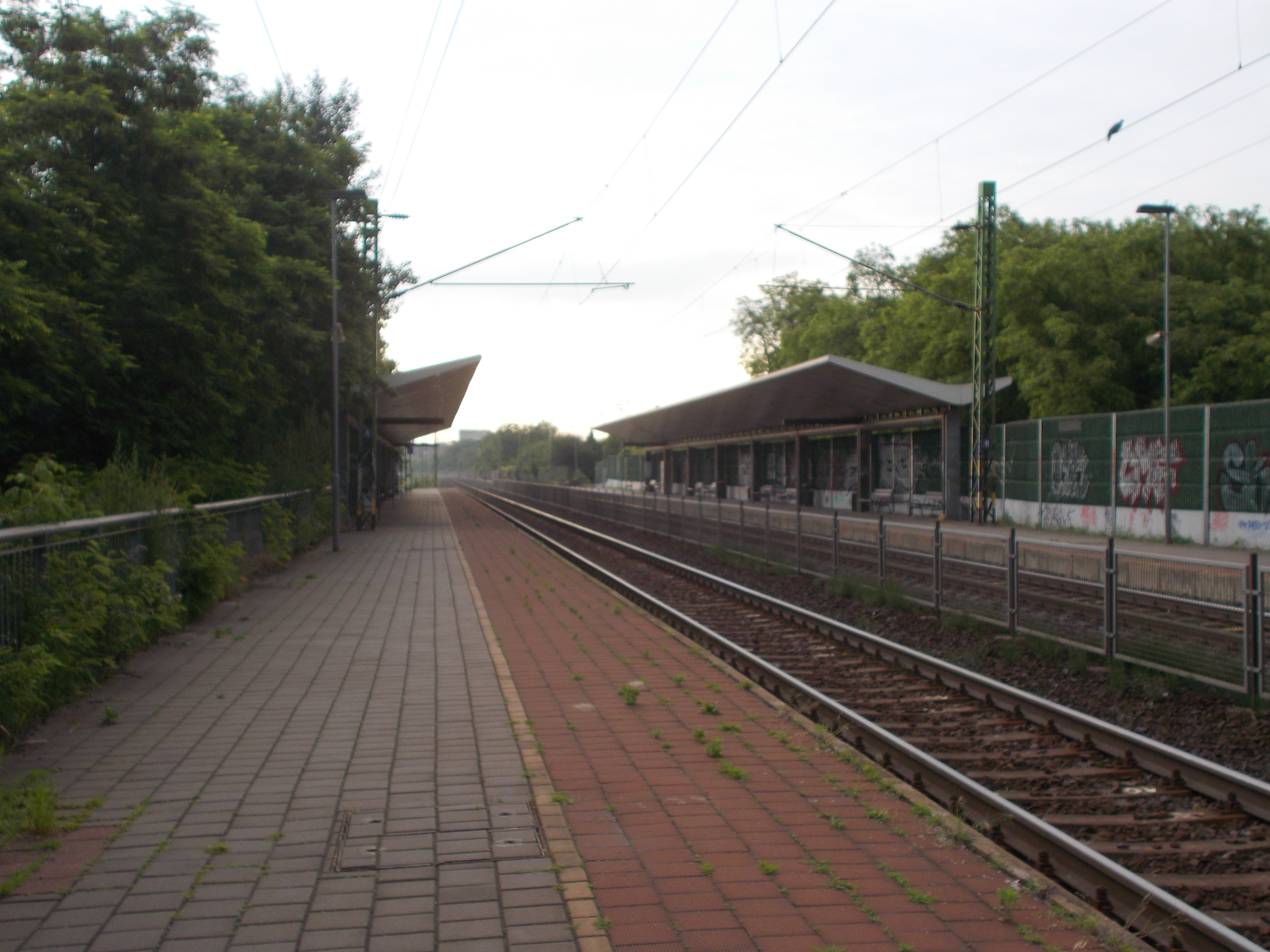
Barosstelep megállóhely a felújítás előtt (2016. június)
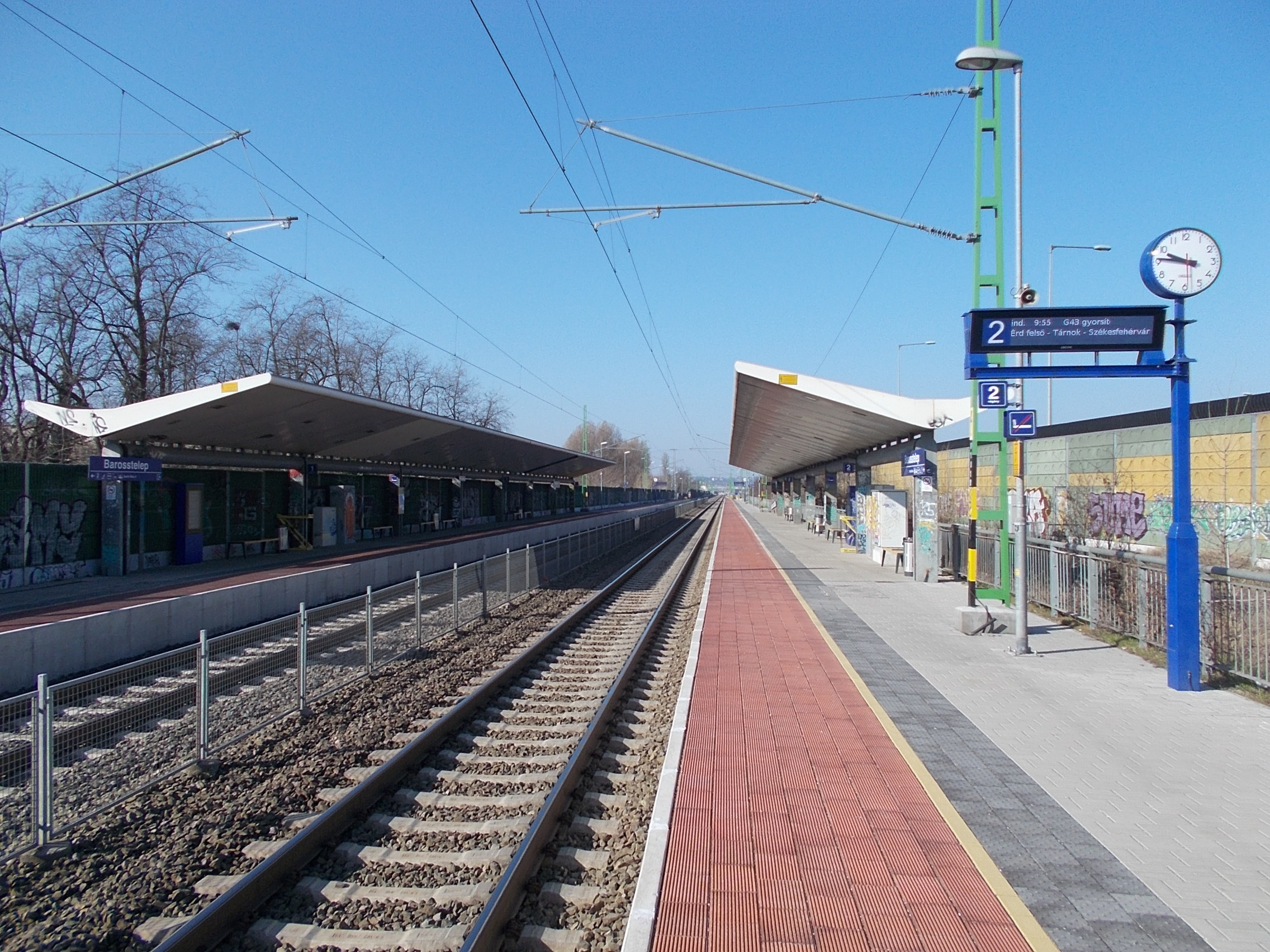
Barosstelep megállóhely a felújítás után (2021. március)
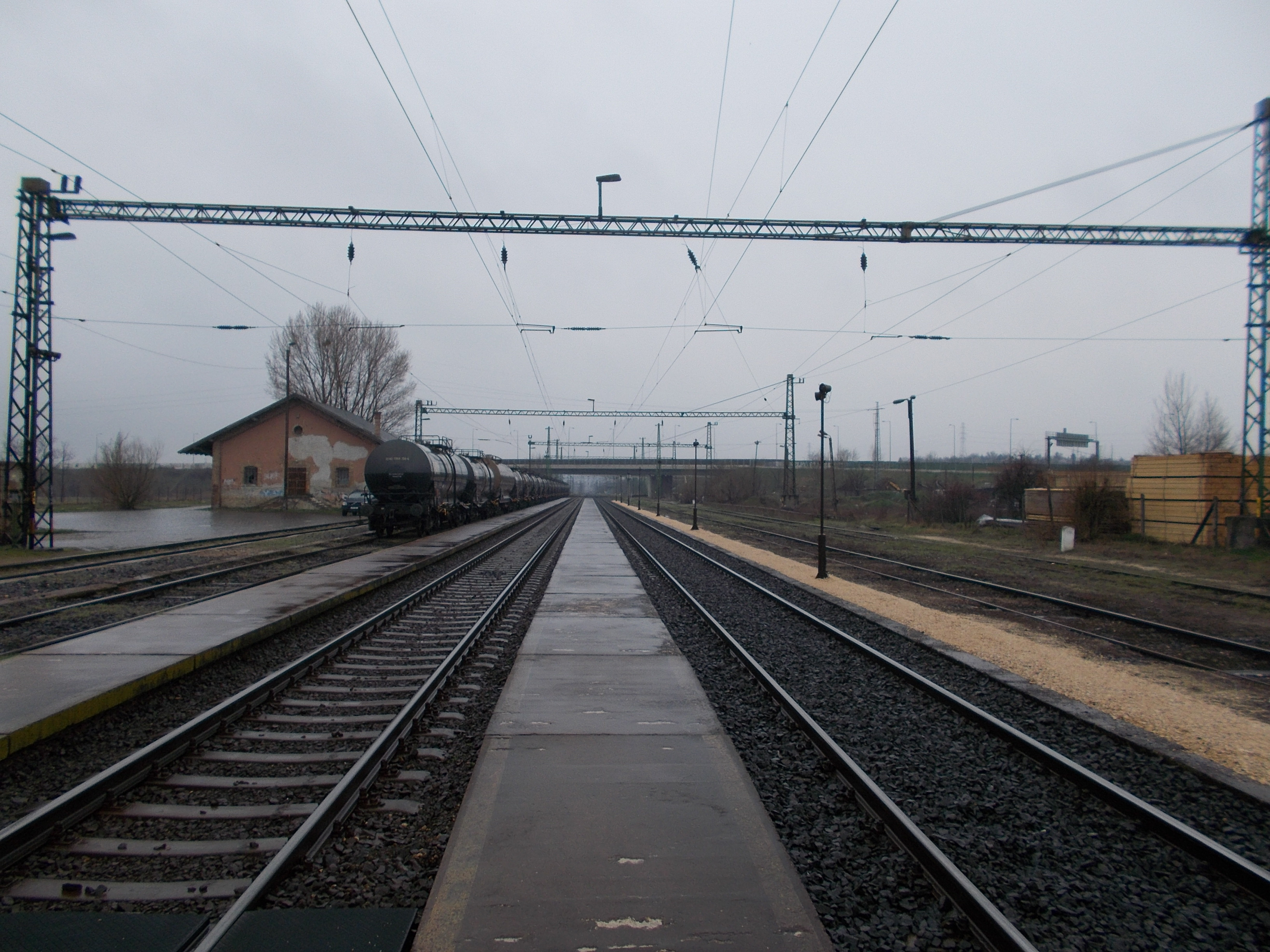
Nagytétény-Diósd vasútállomás a felújítás előtt (2016)
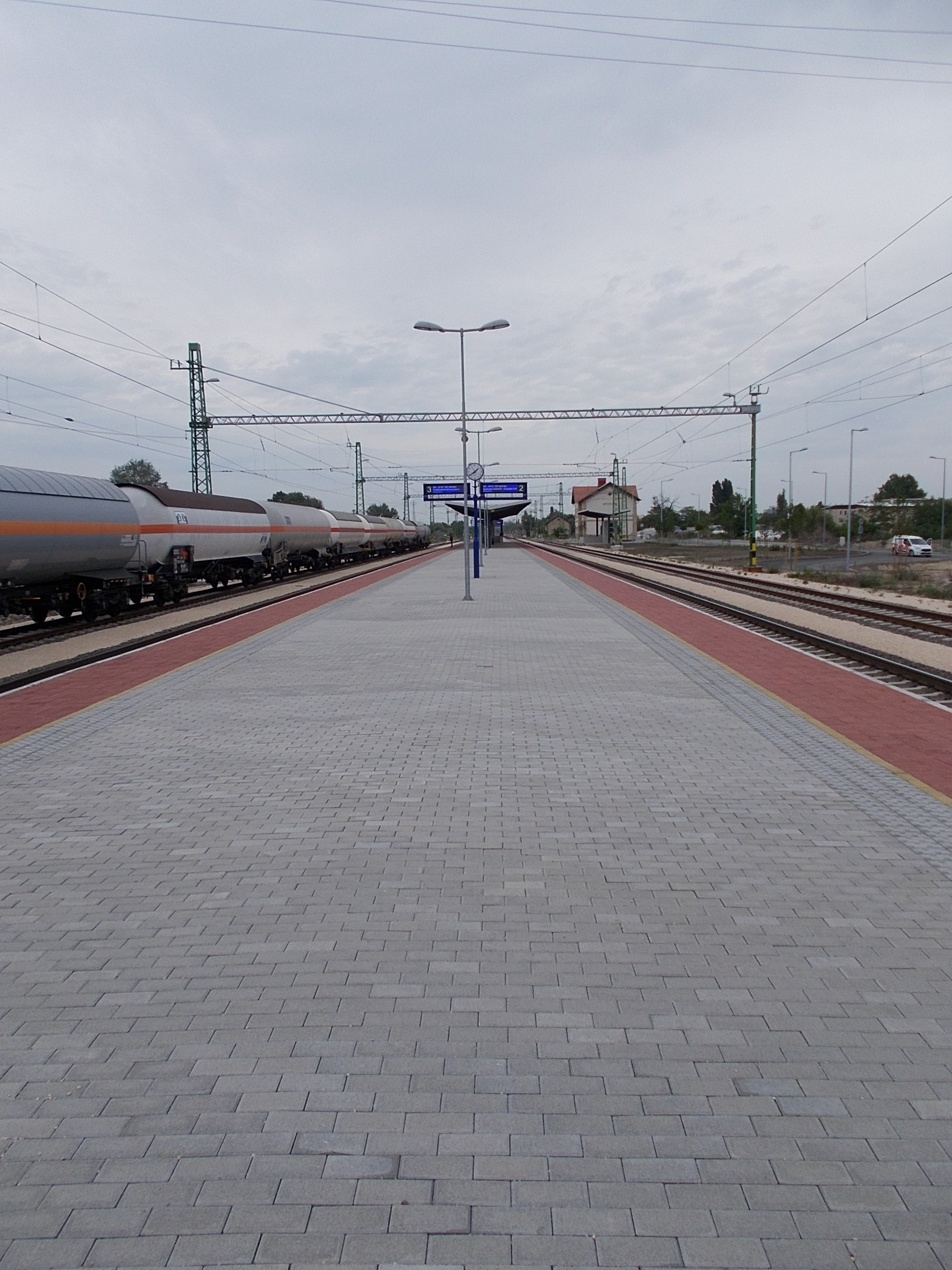
Nagytétény-Diósd vasútállomás a felújítás után (2020. május)
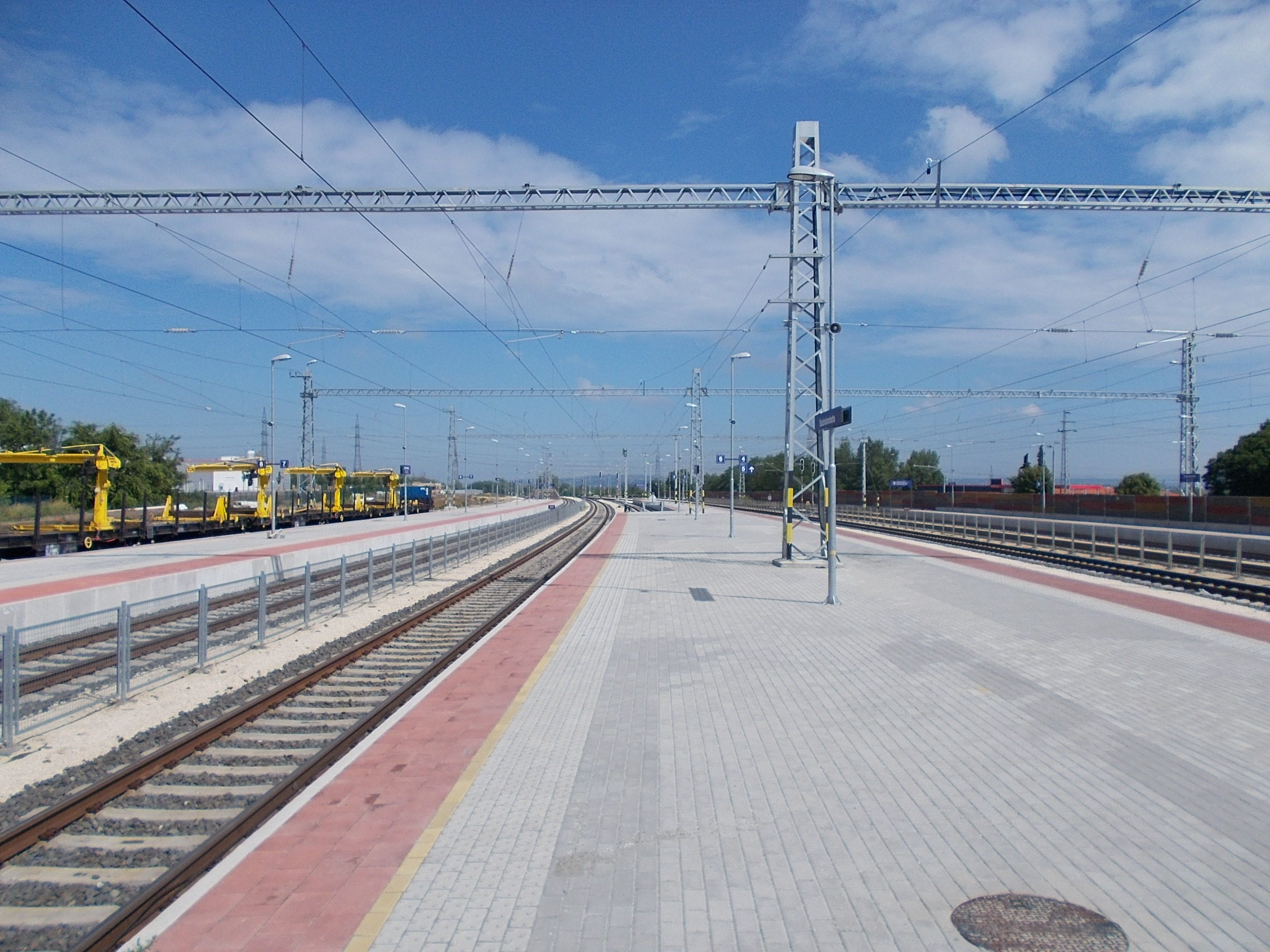
Százhalombatta vasútállomás Érd felé nézve a felújítás után (2020. június)
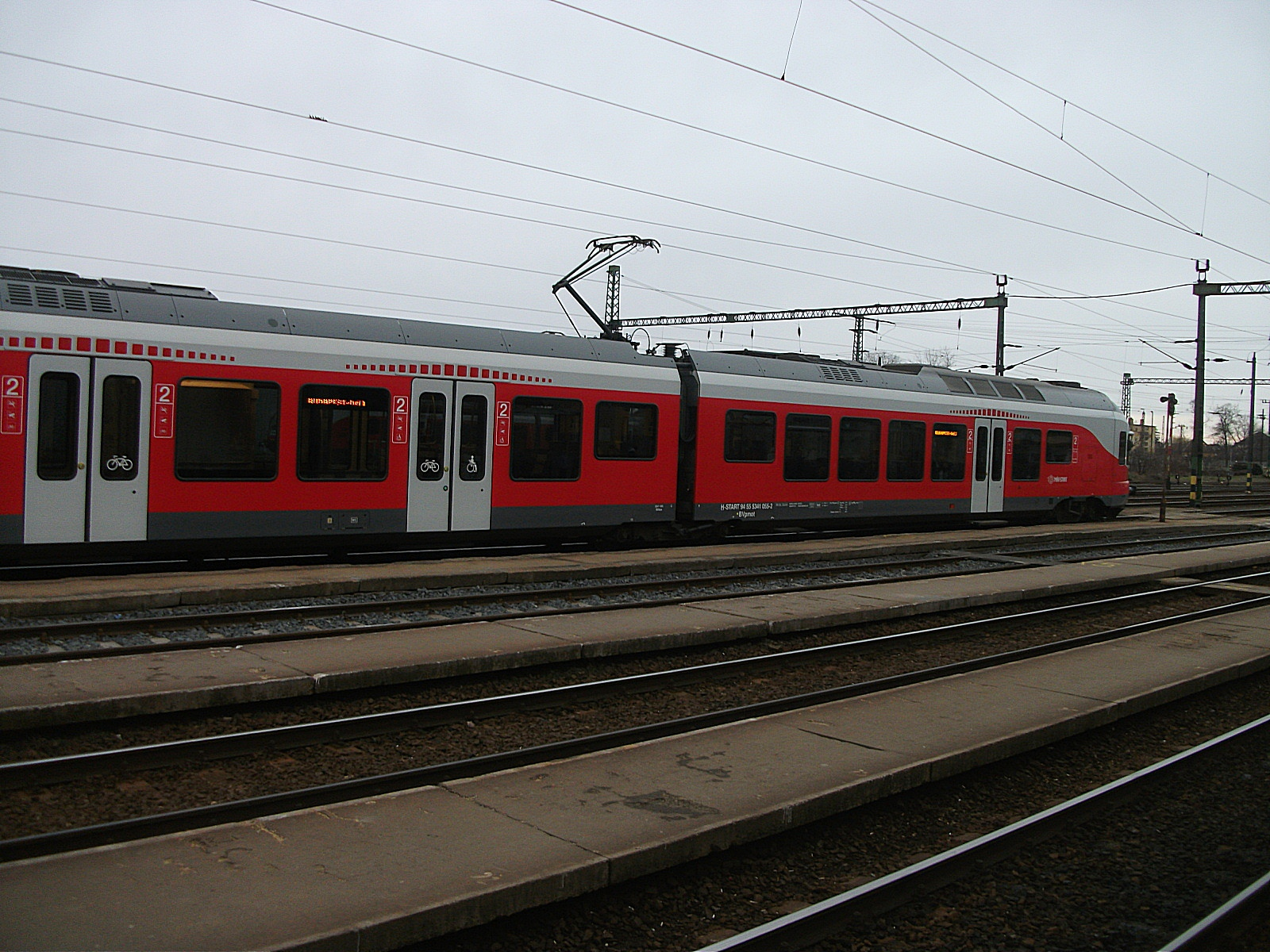
Stadler FLIRT motorvonat Pusztaszabolcs vasútállomáson a felújítás előtt (2012)